# LinuxTag

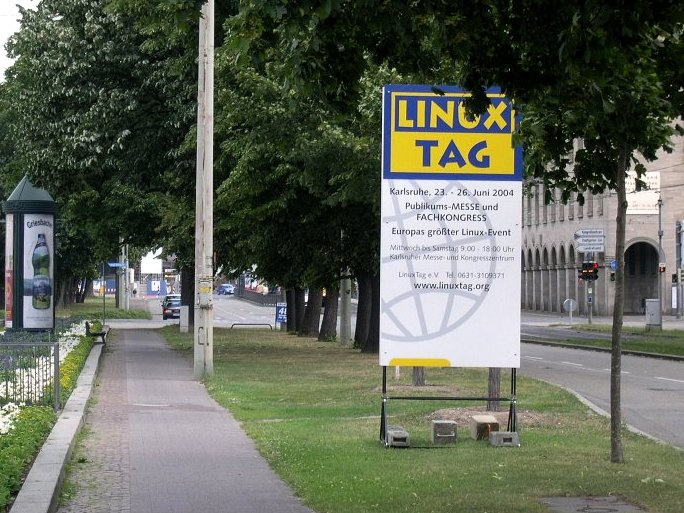
Banner del LinuxTag 2004 en una ruta

LinuxTag (en alemán: "Día de Linux") es una exposición de software libre con énfasis en Linux (pero también en el sistema operativo BSD), realizada cada verano, en Alemania. Es un evento relativamente importante, alegando ser la mayor exposición de este tipo en Europa, atrayendo visitantes de varios países.
El eslogan de LinuxTag es "Where .COM meets .ORG" (en español: donde .COM se encuentra con .ORG), ya que incluye representaciones tanto de compañías comerciales como de organizaciones sin ánimo de lucro.
El LinuxTag ha sido también un patrocinador de otros varios proyectos, sobre todo de Knoppix, un Live CD de Linux. Knoppix es frecuentemente utilizado para comparar un software funcionando en Linux con un computador configurado con otro sistema operacional (normalmente el Microsoft Windows o Mac OS X).
El evento es patrocinado por empresas normalmente relacionadas con las tecnologías de la información y, al menos en algunas de sus interacciones, por el Gobierno alemán.
El LinuxTag de 2007 fue víctima de un boicot porque fue oficialmente ayudado bajo el patrocinio del Ministro del Interior Alemán Wolfgang Schäuble, un miembro del partido conservador CDU.